# Lorenzo Lovato
Lorenzo Lovato (Milano, 9 luglio 2001) è un cestista italiano.
Ala di 195 cm, è stato campione d'Italia di pallacanestro 3x3 nel 2025.